# 纳西拉巴德
纳西拉巴德（Nasirabad），是印度拉贾斯坦邦Ajmer县的一个城镇。总人口49111（2001年）。

## 人口
该地2001年总人口49111人，其中男性28242人，女性20869人；0—6岁人口6408人，其中男3316人，女3092人；识字率75.20%，其中男性为83.50%，女性为63.96%。